# Metra Electric District
La Línea Metra Electric District (en inglés: Metra Electric District) es una línea del Tren de Cercanías Metra. La línea opera entre las estaciones Millennium y University Park, South Chicago y Blue Island.